# Irene Vallejo

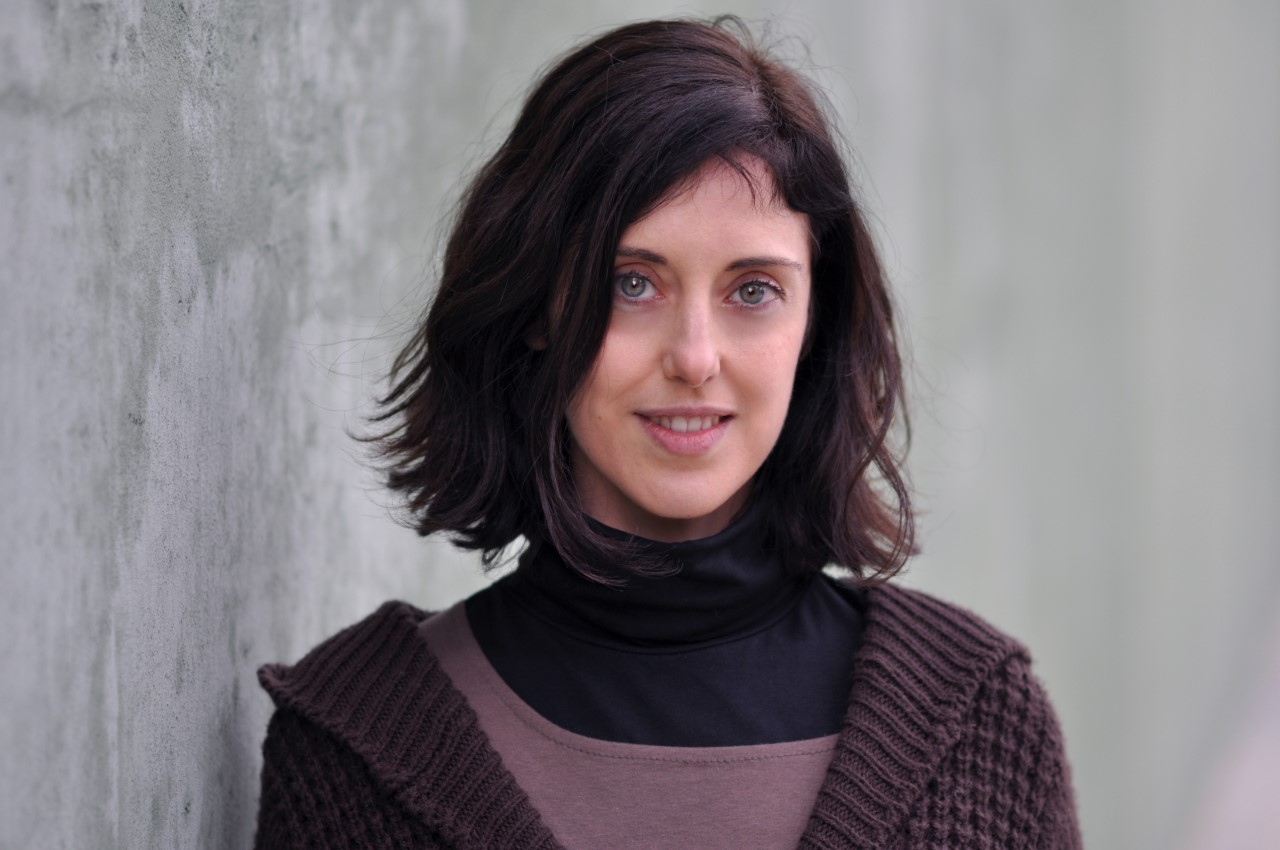
Irene Vallejo (2015)

Irene Vallejo Moreu (* 1979 in Saragossa) ist eine spanische Literaturwissenschaftlerin, Altphilologin und Schriftstellerin. Unter anderem gewann sie 2020 den Premio Nacional de Ensayo.

## Karriere
Irene Vallejo studierte Klassische Literatur an den Universitäten von Saragossa und Florenz und promovierte in diesem Fach. In ihrer Arbeit konzentriert sie sich auf die Antike. In ihren Artikeln in Tageszeitungen wie dem Heraldo de Aragón oder El País verbindet sie aktuelle Themen mit Erkenntnissen aus der antiken Welt. Sammlungen dieser Kolumnen wurden in den Büchern El pasado que te espera und Alguien habló de nosotros veröffentlicht.

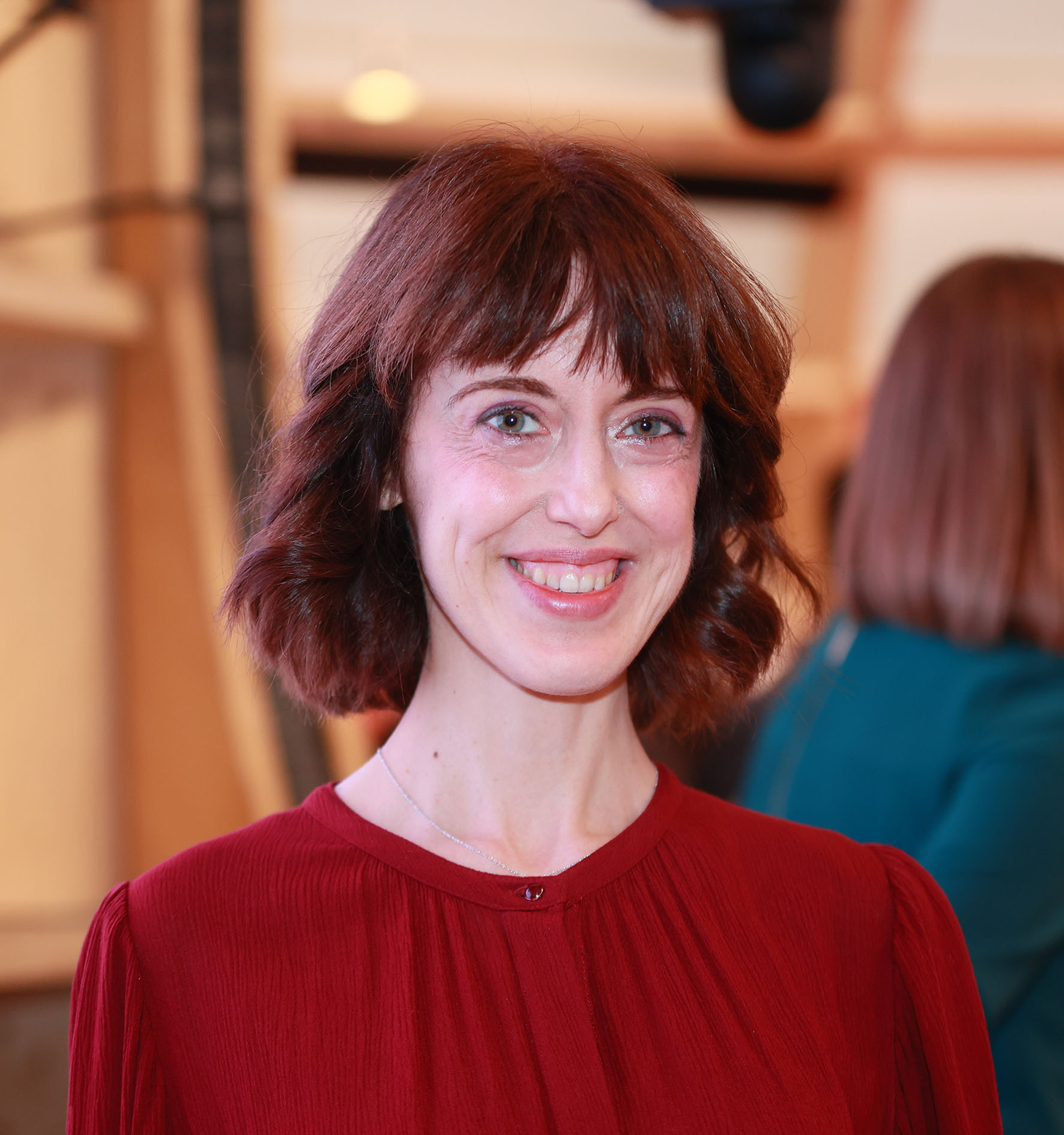
Irene Vallejo, Frankfurter Buchmesse (2022)

2011 veröffentlichte sie ihren ersten Roman La luz sepultada, dessen Handlung die angst- und spannungsvolle Stimmung zu Beginn des Spanischen Bürgerkriegs im Jahre 1936 wiedergibt. Ihr zweiter Roman El silbido del arquero spielt im antiken Griechenland und Rom. Seine Handlung spielt jedoch auf aktuelle Konflikte an. Mit El inventor de viajes, bebildert von José Luis Cano, und La leyenda de las mareas mansas, einem Gemeinschaftswerk mit der Malerin Lina Vila, trug sie zur Kinder- und Jugendliteratur bei.
2020 gewann sie den Premio Nacional de Ensayo für ihr Buch El infinito en un junco. Sie war damit die fünfte Frau, die diesen Preis seit seiner Stiftung im Jahr 1975 gewann. Für dasselbe Werk gewann sie im April 2021 den Premio Aragón, die höchste Auszeichnung, die die Regierung der autonomen Region Aragón zu vergeben hat. Am Tag der Preisverleihung, dem 23. April, hielt sie in Barcelona die Eröffnungsrede zum Tag des Buches in Anwesenheit der Bürgermeisterin Ada Colau.
Am 18. Oktober 2022 nahm sie an der Eröffnungsfeier von „Spanien, Ehrengast Frankfurter Buchmesse 2022“ teil, bei der auch König Felipe VI. und der Schriftsteller Antonio Muñoz Molina sprachen.

## Werke (Auswahl)
- Terminología libraria y crítico-literaria en Marcial (2008)
- El pasado que te espera (2010)
- La luz sepultada (2011)
- El inventor de viajes (2014)
- La leyenda de las mareas mansas (2015)
- El silbido del arquero (2015)
- Elyssa. Königin von Karthago. Aus dem Spanischen von Kristin Lohmann und Luis Ruby. Diogenes, Zürich 2024. ISBN 978-3-257-07287-7
- El mal invisible (2016)
- Alguien habló de nosotros (2017)
- El infinito en un junco. La invención de los libros en el mundo antiguo (2019)
- Papyrus. Die Geschichte der Welt in Büchern. Aus dem Spanischen von Maria Meinel und Luis Ruby. Diogenes, Zürich 2022, ISBN 978-3-257-07198-6

## Auszeichnungen
- Certamen Los Nuevos de Alfaguara (1997)[11]
- Premio Búho a los Aragoneses del Año (1997)[11]
- Premio de la Sociedad de Estudios Clásicos al Mejor Trabajo de Investigación (2005)[11]
- Premio Sabina de Plata (2017)[6]
- Premio Ojo Crítico de narrativa (2019)[12]
- Premio Los Libreros Recomiendan (2020)[13]
- Premio Nacional de Ensayo für El infinito en un junco (2020)[7]
- Literaturpreis José Antonio Labordeta (2020)[14]
- Premio Aragón (2021)[8]
- Heraldo-Preis (2021) für menschliche Werte und Wissen[15]
- Preis der SEEC: Sociedad Española de Estudios Clásicos Spanischen Gesellschaft für klassische Studien (2021)[16]
- Antonio de Sancha Award (2022)[17]
- IX. Internationaler Essaypreis Pedro Henríquez Ureña, verliehen von der Mexikanische Sprachakademie (2022)[18]